# UC-41号潜艇
陛下之UC-41号艇是德意志帝国海军于第一次世界大战期间建造的其中一艘UC-II型近岸布雷潜艇或称U艇。它由汉堡的伏尔铿船厂承建，于1916年9月13日新船下水，至同年10月11日交付使用。其全长49.45米，水面及水下排水量分别为400吨和480吨，艇载武器则包括三具鱼雷发射管、六具水雷滑射槽以及一门88毫米口径甲板炮。UC-41号入役后曾被部署至北海的第一区舰队，并参与了大西洋潜艇战。通过其七次巡逻，共直接或间接击沉17艘协约国或中立国舰船，容积总吨累计为19245吨。1917年8月21日，UC-41号因内部水雷发生不明原因爆炸，被迫在泰河河口浮出水面，继而遭数艘英国武装拖网船击沉，艇内27名官兵全数阵亡。

## 设计
1915年秋天，由于中立国美国的干预，U艇战几乎陷入停顿，导致德国广泛开展《国际法》所允许的水雷战，从而使布雷潜艇的需求量相应增加。德意志帝国海军潜艇监察局（Inspektion des U-Bootwesens）的开发部门留意到了这一点，遂以UB-II型为基础，按照兼顾布雷效率和生产速度的要求，以41号工程的名义设计了UC-II型潜艇。为了弥补前型UC-I型的缺陷，UC-II型艇不仅更大，而且采用双轴推进系统。然而，与前型最主要的区别在于，UC-II型艇重新运用了双壳体结构。但它并非纯粹的双体潜艇，而是一种中间过渡型；因为外层没有封闭耐压壳体，而是作为鞍形水柜附在上方。
UC-41号是64艘UC-II型方案的其中一艘。这个亚型的艇体结构与UB-II型类似，但体积更大，全长为49.45米，并有3.68米的吃水深度；由于不再考虑铁路运输的装载限界，舷宽也得以增至5.22米。其水上和水下排水量分别为400吨和480吨。艇只采用两台科尔庭六缸四冲程520匹公制馬力（380千瓦特）柴油机用于水面运行，以及两台460匹公制馬力（340千瓦特）的西门子-舒克特电动发电机用于水下航行；水面最高航速11.7節（21.7每小時），水下6.7節（12.4每小時）；能够在水面以7節（13每小時）航速续航9,410海里（17,430），或以4節（7.4每小時）连续在水下航行60海里（110）而无需充电。其潜没需时约为48秒，能够在50米的深度下运作。
作为布雷潜艇，UC-41号改将六具布雷滑射槽安装在艇体前部，每具储存井内的水雷数量增至3枚，即合共18枚UC200型水雷。布雷时只需将存储井底部的盖板打开，水雷便可凭借自身重量滑入水中。随着滑射槽长度增加，艇体艏楼的上层建筑被抬高，上层建筑与司令塔之间的凹陷处布置了一门88毫米30倍径速射炮作为甲板炮。但由于位置相对较低，火炮甲板在恶劣海况下很容易被涌浪淹没。此外，UC-41号还装备有三具500毫米鱼雷发射管，这极大提升了潜艇的攻击能力。其中艇艏两具外置在两侧、艇艉一具则为内置式，并可搭载合共7枚G6型鱼雷。其标准船员编制为3名军官及23名水兵。

## 历史
1915年11月20日，在海军元帅阿尔弗雷德·冯·提尔皮茨的倡议下，国家海军办公室分别向三家德国造船厂合共增订15艘UC-II型潜艇。UC-41号因此成为汉堡伏尔铿船厂承建的第二批次（UC-40至UC-45号）的二号艇，建造编号为74。它于1916年9月13日新船下水，至同年10月11日在首度担任艇长的海军上尉库尔特·贝尔尼斯的指挥下交付使用，随即展开海试。在贝尔尼斯之后，汉斯·弗尔斯特中尉也曾担任该艇指挥官。完成海试后，该艇于12月18日被编入驻布伦斯比特尔科格的第一潜艇区舰队服役。
在不足一年的服役生涯中，UC-41号参与了大西洋潜艇战，足迹遍及英格兰东部的桑德兰、普利茅斯和泰恩茅斯周边水域。通过其七次布雷及破交战巡逻，UC-41号合共击沉协约国或中立国的15艘商船和2艘辅助军舰，容积总吨累计为19245吨。其中，体积最大的受害者是注册吨位为8106吨的英国油轮橡树叶号；它于1917年7月25日从因弗戈登空载驶往阿瑟港途中，在距路易斯岬西北约64海里（119）处遭UC-41号发射鱼雷击沉，但并未造成人员伤亡。1917年8月21日，当UC-41号在泰河河口（56°25′N 2°35′E / 56.417°N 2.583°E）巡逻期间，由于内部水雷发生不明原因爆炸，被迫突然浮出水面，并因此被数艘英国武装拖网船发现，继而遭对方投掷深水炸弹击沉。艇内的27名德国官兵全数阵亡，可能还有7名英国战俘。

## 袭击历史摘要
| 日期          | 船名            | 船籍         | 吨位 | 结局 |
| ------------- | --------------- | ------------ | ---- | ---- |
| 1917年3月1日  | 蒂莉科西号      | 英国         | 382  | 击沉 |
| 1917年3月1日  | 俄里翁号        | 挪威         | 1354 | 击沉 |
| 1917年3月3日  | 艾尔菲号        | 挪威         | 1120 | 击伤 |
| 1917年3月3日  | 林号            | 挪威         | 998  | 击沉 |
| 1917年4月13日 | 布雷多尔本号    | 英国         | 112  | 击伤 |
| 1917年4月13日 | 鹳号            | 英国         | 152  | 击沉 |
| 1917年4月16日 | 大法官号        | 英国         | 135  | 击沉 |
| 1917年4月17日 | U·s·a号         | 英国         | 182  | 击沉 |
| 1917年4月18日 | 约翰·S·博伊尔号 | 英国         | 143  | 击沉 |
| 1917年4月18日 | 拉美西斯号      | 英国         | 155  | 击沉 |
| 1917年4月20日 | 巴洛赫布伊号    | 英国         | 921  | 击沉 |
| 1917年4月20日 | 厚敦菊号        | 英國皇家海軍 | 180  | 击沉 |
| 1917年4月20日 | 林霍尔姆号      | 挪威         | 705  | 击沉 |
| 1917年4月22日 | 戈多号          | 挪威         | 870  | 击沉 |
| 1917年4月23日 | 斯特格号        | 挪威         | 463  | 击沉 |
| 1917年6月11日 | 布赖德号        | 挪威         | 1062 | 击沉 |
| 1917年7月16日 | 瓦伦西亚号      | 英国         | 3242 | 击沉 |
| 1917年7月25日 | 橡树叶号        | 英国         | 8106 | 击沉 |
| 1917年8月22日 | 索夫龙号        | 英國皇家海軍 | 195  | 击沉 |

## 脚注
1. 1 2 3 4  Helgason, Guðmundur. . German and Austrian U-boats of World War I - Kaiserliche Marine - Uboat.net.   [2009-02-23].
2. ↑  Tarrant，第173頁.
3. 1 2 3  Gröner 1991，第31-32頁.
4. 1 2  Helgason, Guðmundur. . German and Austrian U-boats of World War I - Kaiserliche Marine - Uboat.net.   [2015-02-23].
5. ↑  Helgason, Guðmundur. . German and Austrian U-boats of World War I - Kaiserliche Marine - Uboat.net.   [2015-02-23].
6. ↑  陈进，第48頁.
7. ↑  陈进，第46頁.
8. ↑  Michelsen，第48頁.
9. ↑  陈进，第165頁.
10. ↑  NARS，第64頁.
11. 1 2  Helgason, Guðmundur. . German and Austrian U-boats of World War I - Kaiserliche Marine - Uboat.net.   [2015-02-23].
12. ↑  Helgason, Guðmundur. . German and Austrian U-boats of World War I - Kaiserliche Marine - Uboat.net.   [2022-09-09].